# Wabern
Wabern är en kommun och ort i Schwalm-Eder-Kreis i Regierungsbezirk Kassel i förbundslandet Hessen i Tyskland.
De tidigare kommunerna Falkenberg, Hebel, Rockshausen, Udenborn, Unshausen, Uttershausen och Zennern uppgick i Wabern 31 december 1971 följt av Niedermöllrich 1 april 1972 och Harle 1 januari 1974.